# Rae (Rennwagen)
Rae war ein US-amerikanischer Chassis-Hersteller im Monoposto-Rennwagenbau der 1950er-Jahre.

## Technik
Johnny Rae, ein ehemaliger Mechaniker und Beifahrer bei diversen Rennen der Saison 1934, baute 1949–1950 einen Monoposto-Rennwagen für die AAA-National-Serie. Der Wagen wurde für das Team Sampson gebaut. Als Antrieb diente ein vom Tuner Meyer-Drake mit einem Turbolader versehene Offenhauser-Motor mit 2899 cm3 Hubraum.

## Einsätze
Für den Rae-Wagen sind 4 Renneinsätze dokumentiert. 1950 wurde der Wagen in der AAA-Saison sporadisch bei 3 Rennen eingesetzt. Bei den 500 Meilen von Indianapolis, die in diesem Jahr auch zur Automobil-Weltmeisterschaft zählten, erreichte Walt Ader damit den 22. Rang. Daneben erfolgten Einsätze beim Milwaukee 100 – mit Pilot Eddie Johnson – und beim Darlington 200, wo Pilot Cliff Griffith mit 4 Runden Rückstand hinter dem Sieger als 12.ter ins Ziel kam und somit das beste Ergebnis in der Einsatzgeschichte des Wagens erzielte.
Auf dem Weg zu einem Rennen mit dem Wagen 1951 verunglückte Teamchef Alden L Sampson tödlich, so das keine weiteren Einsätze erfolgten.
1952 wurde der Wagen an das Peter Wales Trucking Team verkauft. Der einzige Einsatz beim Detroit 100 auf dem Michigan State Fairgrounds Speedway endete mit einem Ausfall von Pilot Vic Carter aufgrund eines Heckschadens. Der Versuch den Wagen mit Pilot Buzz Barton für das Indy 500 zu qualifizieren scheiterte.